# Bruno Cassinari
Bruno Cassinari (Piacenza, 29 ottobre 1912 – Milano, 26 marzo 1992) è stato un pittore e scultore italiano.

## Biografia
Nato a Piacenza nel 1912, frequenta i corsi della Scuola d'Arte cittadina e inizia a scolpire, nel 1926, ritratti della madre in creta.
Tra i principali esponenti della pittura italiana del secondo dopoguerra, i suoi lavori sono caratterizzati da deformazioni formali di ascendenza espressionista, con riflessioni sulla strutturazione Cubista.
Dal 1934 al 1938 frequenta l'Accademia di belle arti di Brera, a Milano, dove si diploma sotto la guida di Aldo Carpi.

### L'adesione aCorrente
Nel 1939 vince il premio Littoriali ed entra a far parte del gruppo dei pittori di Corrente, con Renato Guttuso, Emilio Vedova, Renato Birolli, Ennio Morlotti, Ernesto Treccani e Giuseppe Migneco, insieme ai quali riconosce l'importanza dell'opera di Pablo Picasso Guernica come simbolo della lotta degli artisti contro la barbarie.
Nel 1941 Elio Vittorini cura la sua prima personale alla Bottega degli artisti di Corrente e Cassinari vince il Premio Bergamo con il ritratto di Rosa Birolli, conosciuto come Il ritratto di Rosetta. Aderisce in seguito al movimento del Fronte nuovo delle arti.

### Gli anni '50 e i contatti con la scena artistica internazionale
Nel 1949 si trasferisce ad Antibes, dove rimane a vivere fino al 1952. Conosce Picasso, che lo invita ad esporre con una personale al Museo di Antibes presentata da Dor de la Souchère, e incontra Chagall, Matisse e Braque. Sempre nel'49 espone a New York nella mostra: Twentieth-Century Italian Art al MoMa. Ad Antibes ebbe modo di conoscere anche Chagall, Matisse e Gide.
Nel 1950 partecipa alla XXV Biennale di Venezia con cinque quadri, tra cui Nudo disteso, acquistato dal comune per la Galleria d'Arte Moderna.
Nel 1951 partecipa alla mostra itinerante "Italian Artists of to-day" nei musei di Göteborg, Helsinki, Oslo, Copenaghen, presentata da Argan. Nello stesso anno vince il premio Taranto di pittura e alla prima rassegna "Pittori d'Oggi Francia-Italia" allestita a Torino espone, tra le altre opere, La capra, acquistata dalla Galleria d'Arte Moderna di Torino; realizza un grande pannello murale per il salone d'onore della IX Triennale di Milano. 
Nel 1952 partecipa alla XXVI Biennale di Venezia e vince il Gran premio della Pittura Italiana. Nella sala personale dedicatagli espone venti lavori, tra i quali Il limone, che viene acquistato dal Ministero della Pubblica Istruzione per la Galleria Nazionale d'Arte Moderna di Roma, mentre il Museo d'Arte Moderna di San Paolo del Brasile compra un'altra opera esposta: Natura morta rosa.
Nel 1953 espone una serie di guazzi alla personale allestita all'Annunciata di Milano, presentata da Toti Scialoja. Partecipa a molte collettive importanti all'estero: a Stoccolma alla mostra di arte italiana presentata da Umbro Apollonio, a New York alla collettiva nella Galleria Curt Valentin, a Zurigo alla mostra "Junge Italienische Kunst" e alla II Biennale d'arte di San Paolo del Brasile nella rassegna "Futuristas e Artistas italiano de hoje". Vince il primo premio con Donna in viola al "IV Premio di Pittura Città di Gallarate" e al V Premio Nazionale Golfo di La Spezia ottiene un premio per Porto.
Nel 1954 Franco Russoli presenta una sua personale presso la Galleria II Milione di Milano, dove espone ventiquattro lavori degli ultimi anni, che testimoniano la sintesi di una grande vitalità decorativa; al contempo, viene allestita una personale con venticinque tele alla Nordisk Kunsthandel di Copenaghen. Nella sala XX della XXVII Biennale di Venezia, le sue cinque opere sono esposte insieme a quelle di Renato Birolli e di Emilio Vedova. 
Nel 1955 disegna le scenografie e i costumi per il balletto España di Emmanuel Chabrier, che va in scena alla Scala di Milano: indi espone alla VII Quadriennale Nazionale d'Arte di Roma nove quadri, presentati da Umbro Apollonio. Inoltre, partecipa all'esposizione mondiale Documenta di Kassel e alla “Mostra di Arte Contemporanea Italiana”, organizzata dall'Art Council of Great Britain. Un saggio di Lionello Venturi in “Commentari”, nello stesso anno, fa il punto sul primo ventennio dell'attività di Cassinari. 

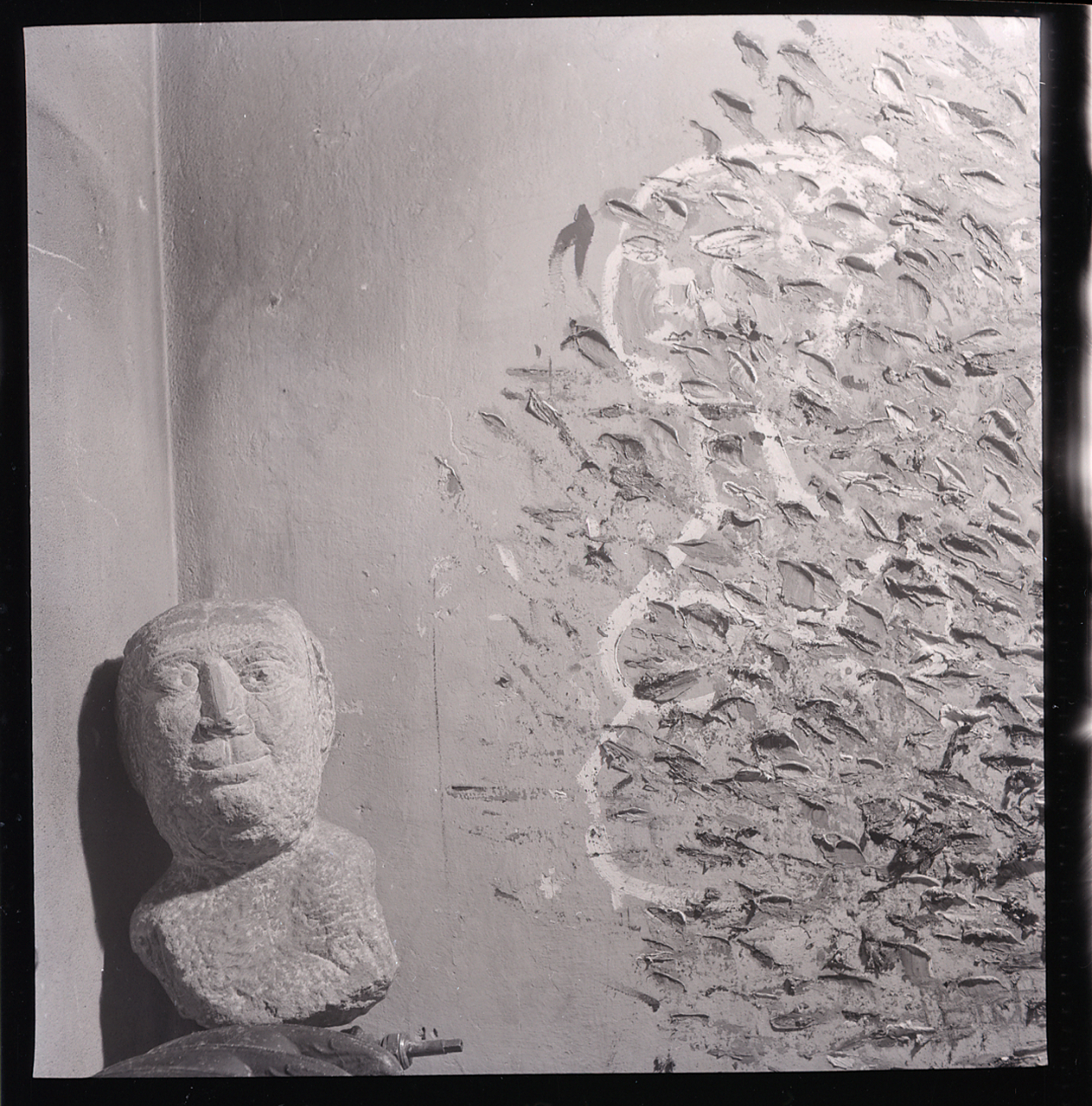
Nello studio di Bruno Cassinari, Vence (Francia), 1963. Foto di Paolo Monti

Nel 1956 partecipa alla mostra itinerante "Italian Art of the XX Century", allestita nei musei delle principali città australiane e curata da Enrico Prampolini. Alla XXVIII Biennale di Venezia presenta Atelier con modella. Due suoi dipinti vengono esposti alla mostra "Modern Italian Art" della collezione di Eric Estorick a Londra, Plymouth e Birmingham. 
Nel 1957 partecipa alla mostra “Diez años de pintura italiana” al Museo di Belle Arti di Caracas. È presente con undici olii alla "VIII Mostra Nazionale Premio del Fiorino di Firenze" e ottiene il diploma aureo della città. Il Ministero della Pubblica Istruzione acquista Mele, opera presente alla Galleria d'Arte Moderna di Roma in occasione della “Mostra d'arte di solidarietà nazionale” per gli artisti d'Ungheria curata da Lionello Venturi. Gli stessi spazi espositivi ospitano la rassegna dei pittori moderni della Collezione Cavellini e Cassinari è presente con Il Porto di Antibes e altri cinque quadri. La sua personale di cinquantacinque opere alla Galleria Matthiesen di Londra si sposta, in autunno, al Kunst Kabinet Klihm di Monaco di Baviera, città che organizza anche la mostra "Arte italiana dal 1910 a oggi" con la presentazione di E. Bellonzi. Alcune sue opere partecipano alla mostra "Painting in Post-War Italy 1945-1957" presentata da Lionello Venturi e allestita alla Columbia University di New York. A cura della Triennale di Milano è pubblicato il libro Forme Nuove in Italia, che comprende disegni per mosaici e stoffe creati dall'artista. Espone tre lavori al "Premio Marzotto 1958 Mostra Internazionale di Pittura Contemporanea" a Valdagno, Monaco di Baviera e Parigi. La rassegna è curata da Jean Cassou, Kurt Martin e Marco Valsecchi. Nello Ponente presenta la personale allestita alla Galleria la Bussola di Roma. Alla Galleria Blu di Milano espone con Ajmone, Morlotti, Mušič e alla Galleria Odyssia di Roma con Morlotti.
Nel 1959 vengono allestite mostre personali alla Galleria Alberti di Brescia, alla Plastica Galeria de Arte di Buenos Aires e alla Galleria Sianesi di Milano; partecipa con cinque tele alla rassegna milanese allestita alla Permanente "50 anni d'arte a Milano dal Divisionismo ai giorni nostri" e alla mostra Documenta 2 di Kassel. Franco Russoli lo presenta alla "VI Mostra Francia-Italia" a Torino; frattanto, la Galleria Civica d'Arte Moderna di Torino acquista il dipinto Estate. Espone cinque quadri alla "VII Quadriennale Nazionale d'Arte di Roma" presso il Palazzo delle Esposizioni, presentato da Raffaele Carrieri. Partecipa alle collettive “Peintres et sculpteurs italiens du Futurisme à nos jours” al Musée d'Art et d'Industrie di Saint-Etienne, “20th Century Italian Painting and Sculpture from the Estorick Collection” alla South London Art Gallery, “Jahresausstellung mit italienischen Malern” a Darmstadt. Sempre nel 1959 espone con Ajmone, Birolli, Dova, Gentilini, Fontana, Morlotti e Scanavino alla Galleria Pater di Milano.

### La piena maturità artistica

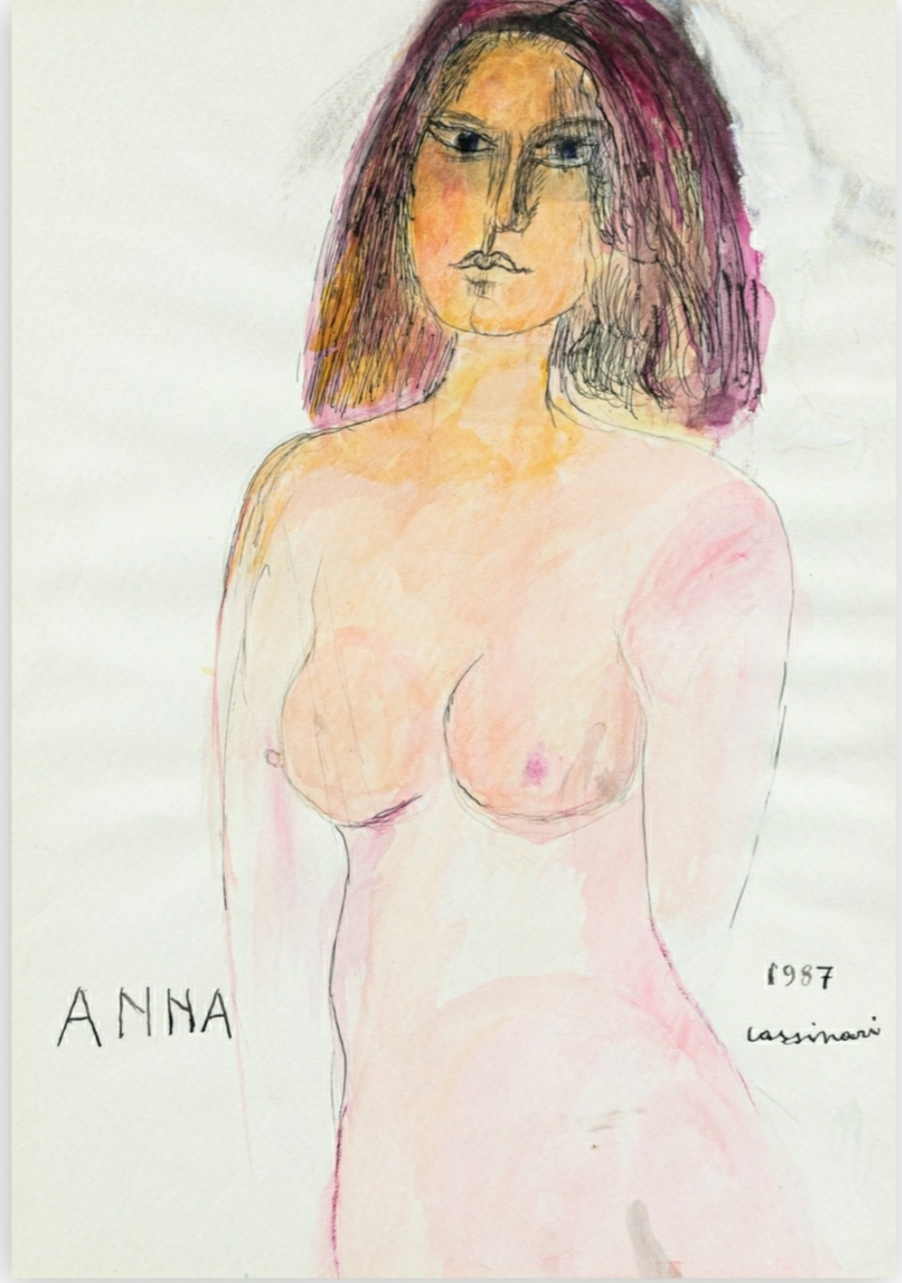
Anna, 1987 (Casa Museo Francesco Cristina)

Nel 1960 espone tredici lavori alla XXXE Biennale di Venezia tra cui Atelier acquistato dal comune di Milano per la Galleria d'Arte Moderna. Alla Kunsthalle di Darmstadt viene inaugurata la sua prima grande antologica di ottantun opere curata da Russoli e Hans G. Sperlich. Contemporaneamente la Galleria Annunciata di Milano organizza una personale con cinquanta lavori degli anni 1945-60. Personali anche alla Galleria Zanini di Roma, alla Galleria La Loggia di Bologna e alla Galleria Bonino di Buenos Aires. In Germania partecipa alla mostra itinerante “Italienische Kunst der Gegenwart”. È presente con due quadri alla mostra "Arte Italiana del XX Secolo nelle Collezioni Americane" al Palazzo Reale di Milano e con sette dipinti alla mostra di Ferrara "Rinnovamento dell'Arte in Italia 1930-1945". Ad Amsterdam e Eindhoven espone nella mostra “Moderne Italiaanse Kunst”. A Londra, presso Harrod's, partecipa alla mostra “Pitture Italiane di oggi” e a Parigi, alla Galerie Charpentier, alla mostra ”Peintres d'aujourd'hui France-Italie”. Per l'editore Cappelli di Bologna disegna la copertina de “Il saggio mago e altri racconti” di Anna Frank. 
Nel 1961 l'antologica di Darmstadt dell'anno precedente viene trasferita a Berlino. Tiene personali alla Galleria Permanente di Bergamo e alla Galleria Ghelfi di Verona. Partecipa alla "VII Mostra Francia-Italia" di Torino, alla Quadriennale Nazionale d'Arte di Roma, alla rassegna itinerante “Cultura italiana d'oggi” a Copenaghen, Oslo, Göteborg, Stoccolma, Helsinki.
Nel 1962 gli viene commissionata un'opera di notevole importanza per la chiesa di Santa Barbara a Metanopoli, La Madonna della Speranza, che verrà sistemata in loco nel 1966. Vengono allestite personali alla Galleria Gissi di Torino, alla Galleria Zanini di Roma, alla Galleria Macchi di Pisa e alla Galleria Rubio di Buenos Aires. Espone alla "Mostra dei grandi Premi" allestita a Ca' Pesaro durante la XXXI Biennale di Venezia e partecipa alla mostra "II dopoguerra. La pittura italiana dal '45 al '55" presso il Castello Estense di Ferrara. Espone con Birolli, Dobezanski e Morlotti alla Galleria Nord-Sud di Lugano, con Campigli e Soldati alla Galleria Bergamini di Milano e con Birolli, Guttuso e Morlotti alla Galleria Annunciata di Milano. Per l'editore Cappelli di Bologna illustra le “Odi” di Orazio e per l'editore Scheiwiller “El noster Dom” di E.De Marchi. Riapre lo studio di Gropparello. Dalle opere di questo periodo risulterà un nuovo realismo poetico e personale: girasoli, galli, fiori, melograni, bufere saranno i temi delle nuove opere.

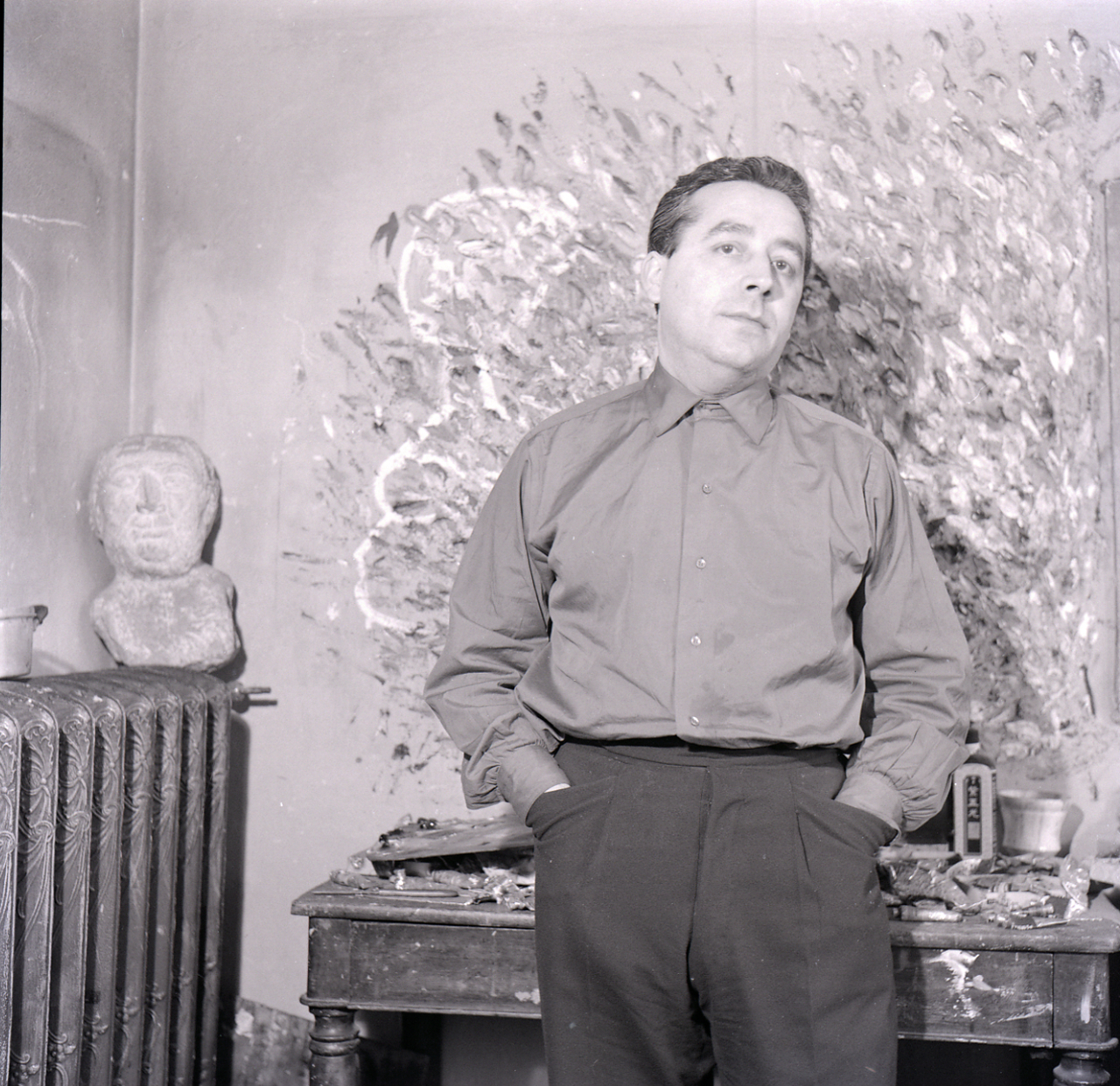
Nel suo studio a Vence (Francia)

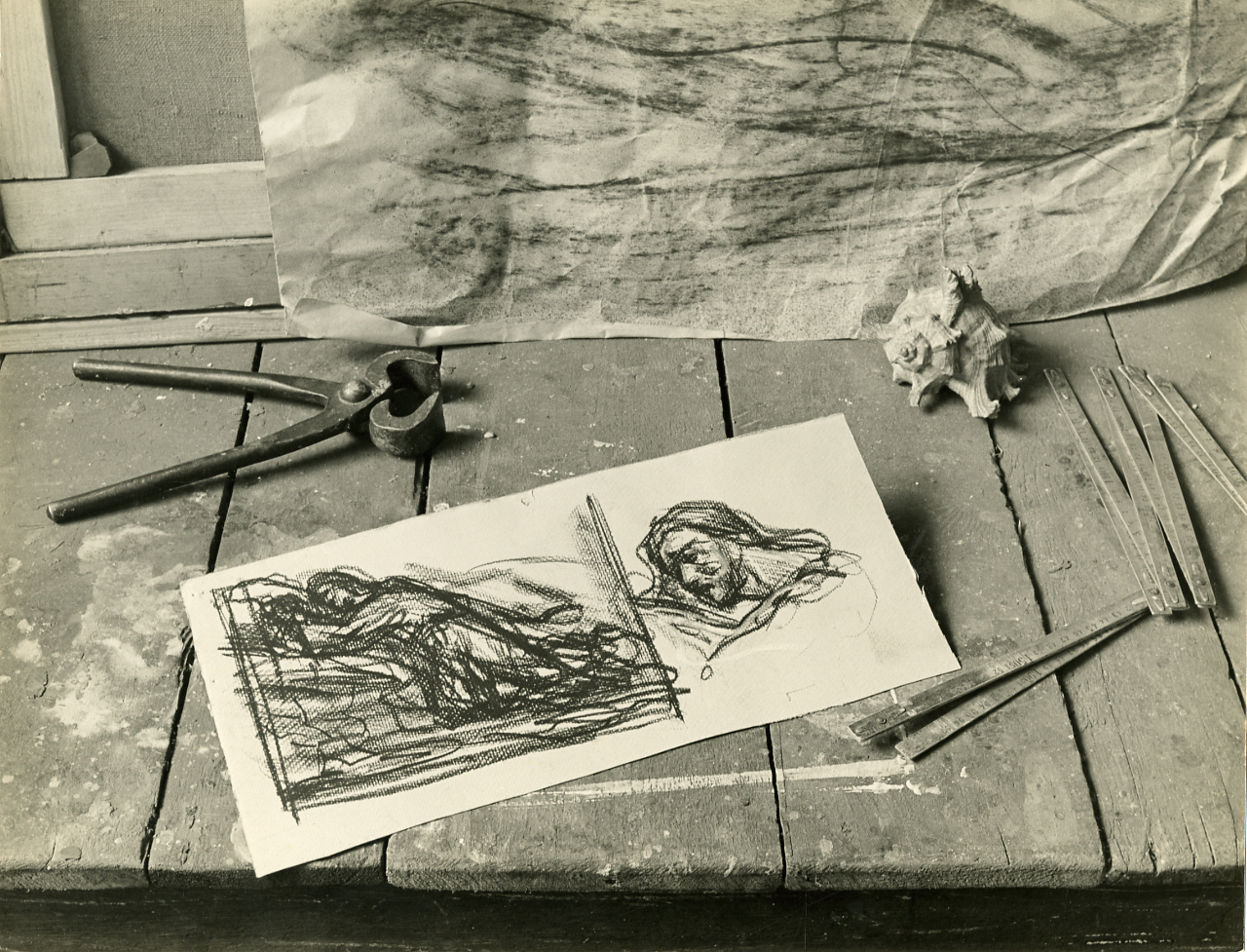
Disegno di Cassinari

Nel 1963 tiene una personale alla Galleria d'Eendt di Amsterdam insieme allo scultore Minguzzi. La stessa galleria lo presenta nel primo salone internazionale “Galeries Pilotes” del Museo Cantonale di Losanna. In occasione della I Biennale Nazionale d'Arte Contemporanea, espone diciassette opere degli anni 1961-63 al Castello Svevo di Bari, presentate da Russoli. Seguono personali alla Galleria Michaud di Firenze, alla Galleria Moretto di Brescia e alla Galleria Ghelfi di Verona. Con Morlotti espone a Cesenatico, e con Campigli, Carrà e Morandi alla Galleria Bergamini di Milano. Partecipa con il gruppo “La pittura di opposizione tra il 1925 e il 1945" alla “XIV Mostra Nazionale premio del Fiorino di Firenze” Palazzo Strozzi: in occasione dello stesso premio, espone con il gruppo “Post-cubismo e astratto concreto”. Alla mostra "Gli artisti di Corrente" organizzata da Valsecchi al Centro Culturale Olivetti di Ivrea, Cassinari è presente con dieci quadri. Partecipa ad altre mostre di Corrente al Palazzo della Gran Guardia di Verona, alla Civica Galleria d'arte di Milano e alla Sala Comunale della Cultura di Modena.
Nel 1964 a Milano, Palazzo Reale, espone ventun olii e tre sculture, presentati da De Grada alla mostra "Pittura a Milano dal 1945 al 1964". Lo stesso critico introduce la personale di Macerata in occasione del "Terzo Premio Scipione Nazionale di Pittura" dove vince ex aequo con Zoran Mušič il premio da 100.000 lire con una Natura morta acquistata dalla locale pinacoteca. Nell'ambito della rassegna "Arte d'oggi nei musei", alla XXXII Biennale di Venezia viene esposta La capra della Galleria d'Arte Moderna di Torino, mentre Pesce e fruttiera della Galleria Nazionale d'Arte Moderna di Roma è presente alla mostra itinerante "Natura morta italiana" allestita a Napoli, Zurigo e Rotterdam. Partecipa alle collettive di Copenaghen “Moderne Udenlandsk Kunst”, di Losanna “Miroir et Mémoire du Premier Salon International des Galeries Pilotes Lausanne”. Espone con Birolli, Guttuso e Morlotti al Salone dell'Annunciata di Milano.
Nel 1965 un'importante personale di olii, sculture e acquarelli alla Galleria Bergamini di Milano viene in parte trasferita alla Bussola di Torino. La Galleria Buffalmacco di Piacenza gli organizza una mostra sul tema del cavallo. Partecipa alla mostra “Arte e Resistenza in Europa” allestita prima alla Galleria Civica di Bologna e poi a quella di Torino: espone anche due disegni per Uomini e no di Elio Vittorini. Espone al Museo Nazionale delle Belle Arti di Buenos Aires in occasione della mostra “Pittura italiana contemporanea”.
Nel 1966 tiene una personale presentata da Valsecchi alla Bergamini di Milano, esponendo per la prima volta opere sul tema dei fiori. Altre personali alla Galleria Ghelfi di Verona, alla Galleria Cavour di Milano, alla Galleria Fanesi di Ancona, alla Gissi di Torino, alla Galleria 23 di Sassari e alla Galleria Carlevaro di Genova. È fra gli artisti invitati alla rassegna “Arte Italiana dal 1910 ad oggi” al Museo d'arte moderna di Città del Messico, dove espone il dipinto La modella. Al Palazzo della Gran Guardia di Verona espone con Fabbri, Fabris, Francese, Milani e Morlotti. Partecipa a Tokyo alla “International Exhibition of art”. Illustra le poesie di Catullo per l'Editore Cappelli di Bologna. Esegue 12 litografie per “Dal libro di Catullo” di Ramous, edito da L'Immagine di Bologna. Per l'editore Hauser di Monaco illustra, con acqueforti, “Amynthas” del Tasso.
Nel 1967 alla XXV Biennale Nazionale di Milano, alla Permanente, invia La lucerna verde e Figura in ombra. Mostre personali vengono organizzate alla Galleria Hausmann di Cortina, alla Galleria Rotta di Genova, e alla Galleria Delfino di Rovereto. È invitato alla “XVIII mostra di arte contemporanea” di Torre Pellice. Espone con Morlotti e Treccani alla Galleria del Bragozzo di Cesenatico. Partecipa alla mostra itinerante “Arte italiana dal 1910 ad oggi” in Guatemala, El Salvador, Honduras, Nicaragua e Costarica. Espone alla Galleria Bergamini di Milano sul tema “Opere scelte di Campigli, Cassinari, Francese, Morlotti, Mušič, Sironi”. Esce a cura dell'editore Teodorani di Milano una cartella dal titolo “Corrente 30 anni dopo”, presentata da Raffaele De Grada, con 12 litografie originali.
Nel 1968, l'editore stampatore De Tullio di Milano pubblica una cartella con trentacinque acqueforti-acquetinte; l'introduzione è di Marco Rosci. Gli stampatori Castiglioni-Combolo di Verona pubblicano “Francesca ragazza di bottega ed altre poesie” di Ezra Pound con due acqueforti di Cassinari. Mostre personali al Castello di Lerici e alla Galleria L'Arcobaleno di Cosenza. Si approfondisce lo studio delle esperienze generazionali degli artisti di Corrente con la mostra “Corrente 30 anni dopo” al Centro Culturale La Melagrana di Milano e quella allestita alla libreria Rizzoli con le opere della collezione Della Ragione “50 dipinti di una collezione privata 1930-1945”. Espone con Guttuso e Morlotti alla Galleria Annunciata di Milano e alla Galleria Gissi di Torino.
Nel 1969 partecipa con otto quadri alla mostra "I pittori italiani del Novecento. Prima serie: dal 1940" organizzata a Milano da De Grada e Valsecchi. Electa pubblica una monografia sull'artista curata da Carlo Pirovano. Illustra il “Satyricon” di Petronio per l'Editore Palazzi di Milano. 
Nel 1970 la monografia di Pirovano è pubblicata in francese dall'editore Fall di Parigi. In novembre Russoli presenta la grande antologica di pittura e scultura all'Annunciata di Milano. Altre personali alla Galleria Medea di Cortina, alla Galleria Ghelfi di Verona, alla Galleria La Lanterna di Trieste, alla Galleria Santacroce di Firenze e alla Galleria L'Approdo di Torino. Espone con Matta e Morlotti alla Galleria Davanzati di Firenze e con Guttuso e Morlotti alla Galleria Medea di Milano.Vince insieme al giapponese Tamura il Premio “Città di Firenze” alla II Biennale di Arte grafica. È presente alla mostra di arte italiana del dopoguerra, organizzata dal Comune di Avezzano.
Nel 1971, il Ritratto di Treccani, insieme con altri due quadri, viene esposto alla mostra "Milano 70/70", al Musco Poldi Pezzoli. Viene invitato alla mostra itinerante "Italian Painting 1940-60"nei musei delle principali città australiane. Russoli presenta una sua personale alla Galleria 23 di Sassari. Un'importante antologica è allestita alla Galleria Cortina di Milano, con uno scritto in catalogo di Lionello Venturi; tra le opere esposte E il gallo cantò tre volte.
Nel 1972 ottiene una sala personale alla X Quadriennale Nazionale d'Arte di Roma. Al Poldi Pezzoli di Milano è allestita la terza parte della rassegna “Milano 70/70”, con cinque sue opere. Espone in mostre personali a Padova e Bari e con Migneco e Brindisi alla Galleria Merlo di Vigevano. La galleria Pace di Milano presenta i disegni del Satyricon.
Nel 1973 espone in un'importante personale alla Galleria Levi di Milano con scritto introduttivo di A. Sala. Russoli presenta la personale di olii e sculture alla Galleria Perli di Reggio Emilia. Partecipa alla rassegna monzese "Pittura in Lombardia 1945-1973"a cura di G.Bruno, M.De Micheli, R.Tassi e alla mostra “I maestri della generazione di mezzo” alla Loggia San Sebastiano di Ovada. Espone alla Galleria Medea di Milano con Guttuso e Morlotti. Per l'edizione d'arte grafica Upiglio illustra “Le lucertole blu” di O.Patani e per l'editore Borletti disegna la copertina per “Martina” di Igino Maj.
Nel 1974 uno scritto di Alfonso Gatto introduce il catalogo della personale alla Galleria d'Arte La Borgognona di Roma. Un'altra personale alla Galleria Tonolli di Rovereto dà ampio spazio alle sculture. Sue opere sono esposte nella mostra allestita a Milano, Palazzo Reale, “50 anni di pittura italiana nella collezione Boschi-Di Stefano donata al Comune di Milano”. Illustra per l'editore Moneta le poesi di Lele Lamperti. Viaggia in Marocco e in India, dove realizza una serie di particolari e assai significativi disegni.

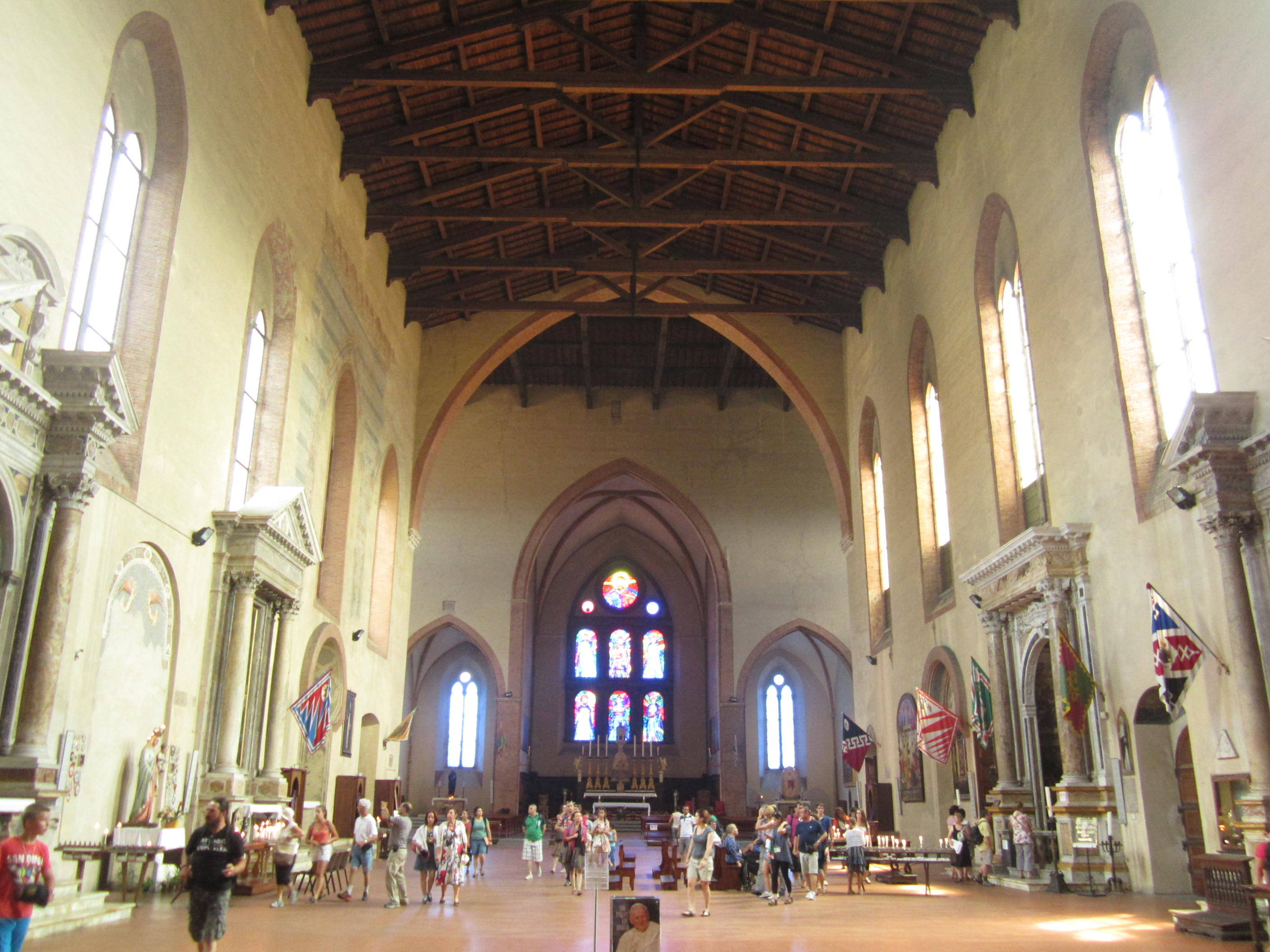
La Basilica di San Domenico a Siena con le vetrate disegnate da Cassinari

Nel 1975 Russoli presenta una personale alla Tavolozza di Palermo. Con Guttuso e Morlotti espone alla Galleria dello Scudo di Verona. Partecipa alla I Biennale Internazionale di scultura a Campione d'Italia. Tiene una personale alla Galleria Le Mura di Cremona.
Nel 1976 presentato da Carrieri espone opere recenti alla Galleria Perli di Reggio Emilia. Personale anche alla Galleria Radice di Lissone.Espone due sculture alla rassegna “Sculture nella città” allestita a Lugano. Al Palazzo Arcivescovile di Palermo partecipa alla mostra “I Rassegna Nazionale del Sacro nell'Arte contemporanea”.
Nel 1977 al Centro Annunciata di Milano espone ottanta opere realizzate tra il 1974 e il 1977: tra queste, inquietante, La donna crocefissa. Personali anche alla Galleria Ducale di Vigevano e alla Galleria Radice di Lissone. Alla Montrasio arte di Monza espone con Chighine, Meloni e Morlotti.Partecipa alla mostra “Pittura italiana 1950-1970” allestita prima nella Villa Malpensata di Lugano e poi alla Künstlerhaus di Vienna. Espone con Guttuso e Morlotti alla Galleria San Marco di Seregno, con Morlotti e Mušič alla Galleria Guerrieri di Lucca. Realizza diciotto grandi vetrate per la chiesa dell'Annunciata a Sant'Agata de' Goti.
Nel 1978 partecipa alla rassegna "Corrente Cultura e Società 1938-1942" curata da Enrico Crispolti al Palazzo Reale di Napoli dove espone tra gli altri Ritratto di Rosetta, Ritratto di Morlotti e Natura morta grigia. Espone opere recenti nelle due personali alla Galleria Gioacchini di Ancona e alla Galleria il Gotico di Piacenza. La scultura il Cavallo viene collocata in una piazza di Rovereto.
Nel 1979 mostre personali sono allestite in gallerie private di Alessandria, Lucca e Pordenone. Espone con Morlotti alla Galleria del Girasole di Udine. Partecipa a numerose collettive: al Museo civico di Lodi “Idea per una collezione d'arte moderna”, alla Galleria Zanini “22 quadri selezionati per una collezione”, al Palazzo Reale di Milano “Omaggio dell'arte italiana al dolore innocente”.
Nel 1980 espone in mostre personali alla Galleria Farsetti di Marina di Pietrasanta, alla Galleria Margutta di Pescara e alla Galleria Minotauro di La Spezia. Presentato da C. Munari tiene una personale alla Galleria San Marco di Seregno. Altre due personali a Pescara e a La Spezia. È presente in due collettive al Centro Annunciata di Milano.
Nel 1981 la Galleria Italiana Arte di Busto Arsizio gli dedica una antologica con olii, disegni, sculture e litografie. Altre due personali ad Udine e a Caserta. Partecipa a numerose collettive: al Centro Annunciata di Milano “40 anni di mostre in due manifestazioni – Prima parte”, alla Galleria La Scaletta di Reggio Emilia “La donna nell'arte italiana”, a Palazzo Barberini di Roma “31 pittori italzzo Pretorio di Poggibonsi “Poggibonsi Arte”.
Nel 1982 esegue sette grandi vetrate per la chiesa di San Domenico a Siena. Partecipa alla mostra milanese a Palazzo Reale "anni trenta - Arte e cultura in Italia" con cinque opere, tra le quali Ruscello verde,della Raccolta A. Della Ragione. Personali in gallerie private di Vigevano e Ferrara. Al Centro Annunciata di Milano espone sue opere in occasione delle due mostre “La collezione Zavattini” e “I maestri dell'arte”. Partecipa a numerose collettive: “La donna nell'arte italiana” alla Galleria Ghiggini di Varese, “Nature morte” e “Figure e ritratti” alla Montrasio Arte di Monza, “25 anni dopo” alla Galleria Le Ore di Milano e “Il volto dell'uomo. Meeting dell'amicizio tra i popoli” a Rimini.
Nel 1983 la sua città natale gli dedica un'importante antologica organizzata da Gian Alberto Dell'Acqua e Giovanni Anzani a Palazzo Farnese: sono esposte circa centocinquanta opere fra dipinti, sculture, disegni e incisioni.Al Centro Annunciata di Milano partecipa alla mostra “Arte preziosa in quattro mostre”. Esegue tre incisioni per “Compagna di viaggio”, edito da Maingraf.
Nel 1984 Anzani pubblica una monografia, edita dai Fratelli Fabbri, che viene presentata da Enrico Crispolti alla mostra personale "Opere scelte 1931-1984" presso la Galleria del Milione di Milano. Viene allestita una mostra antologica alla Galleria Maggiore di Bologna, presentato da F.Solmi e M.Pasquali, trasferita poi alla Tavolozza di Riccione. Personali alla Galleria Il Gotico di Piacenza, alla Galleria San Carlo di Milano e alla Galleria Proposte d'arte di Legnano. Partecipa alla “XXIX Biennale Nazionale d'Arte Città di Milano” alla Permanente e a numerose collettive: “De via Aemilia. Percorsi critici per tre generazioni di artisti negli anni ottanta” alla Ca' Vendramin Calergi di Venezia, “Uomini e luoghi del lavoro, artisti del Novecento” al Palazzo Medici Riccardi di Firenze e “Il lavoro nell'arte” alla Galleria d'Arte Moderna e Contemporanea di Forlì. Disegna la copertina per “Gelide introspezioni”, poesie di Valter Lagaxio.
Nel 1985 partecipa con ventun opere alla mostra "Corrente, il movimento d'arte e cultura d'opposizione, 1930-1945" presso il Palazzo Reale di Milano. Mostre personali a Legnano e alla Galleria Farsetti di Milano. Illustra per l'editore Sciardelli “Ritorniamo ai giorni del rischio” di David Maria Turoldo e per l'editrice Farnesiana di Piacenza disegna la copertina di “Sapere come Stefano Sartori”. La scultura La grande avventura viene collocata in piazzetta Tempio a Piacenza.
Nel 1986 iI Comune di Milano organizza una grande antologica di duecentoquarantacinque opere di pittura, scultura e grafica, curata da Dell'Acqua, Anzani, Crispolti, Bossaglia, Rosci e Gelli. In occasione della Triennale di Milano viene allestita la mostra “Il luogo del lavoro”, dedicata alla collezione Verzocchi: è esposta l'opera Pescatori del Porto di Antibes. Personali alla Galleria Nike di Milano, alla Tavolozza di Palermo, alla Galleria Lanza di Verbania e alla Galleria Negri di Guastalla. Partecipa alle collettive “Arte Sacra in San Simpliciano” a Milano, “Il luogo del lavoro” al Palazzo della Triennale di Milano e “Paesaggio senza territorio”, curata da Vittorio Sgarbi, al Castello Estense di Mesola.
Nel 1987 Caramel organizza l'esposizione “Arte svelata. Collezionismo privato a Como dall'Ottocento ad oggi”, allestita nelle sale della Fondazione Ratti; Cassinari espone Figura del 1958 e Composizione del 1959. Partecipa alle collettive “10 artisti di Corrente” al Girasole di Lacchiarella, “1945-1965. Arte Italiana e Straniera” al Palazzo della Promotrice di Torino, “La natura morta nell'arte italiana del Novecento” al Castello Estense di Mesola, a cura di Sgarbi.
Nel 1988 la N. Silbelberg Galleries di New York organizza la personale "An exhibition of painting by Bruno Cassinari". Personale alla Galleria Biasutti di Torino, con presentazione di Marco Rosci, e alla Galleria Pace di Milano. Partecipa alla mostra “Vitalità della figurazione. Pittura italiana 1948-1988”, allestita alla Permanente di Milano a cura di Sgarbi e alla rassegna “Opere della collezione della Civica Galleria d'Arte Moderna di Gallarate” a Torre Pellice, esponendo Ritratto di Lorenza de' Medici. Dipinge la Madonna dell'Assunta per il Palio di Siena.
Nel 1989 espone in personali alla Galleria Poma di Morcote, alla Galleria Andrè di Roma. Partecipa alla mostra “Italia anni trenta” allestita alla Galerije Grada di Zagabria con opere della collezione d'Arte del Comune di Milano.
Nel 1990 una personale di quaranta olii e tempere alla Galleria Bergamini di Milano è presentata da Dell'Acqua: tra le opere esposte Luci d'estate e La calda estate. Un'altra personale è allestita nella Galleria Gioacchini di Ancona. Partecipa alla mostra “Il paesaggio valtellinese dal Romanticismo all'Astrattismo” a cura di F. Monteforte, allestita nel Palazzo del Governo di Sondrio prima e successivamente nel Refettorio delle Stelline di Milano.
Nel 1991 la Galleria Bergamini presenta quindici dipinti in occasione della Biennale d'Arte Contemporanea alla Fiera di Milano. Presso l'editore Orlando Consonni di Milano viene stampato il libro Fiori chiari – Fiori oscuri di Gianna Montesi che pubblica il Ritratto di Treccani e Autoritratto. Personali nelle gallerie Biasutti di Torino, La Crocetta di Gallarate e Montrasio di Monza. Partecipa alla mostra “Paesaggi Italiani, una situazione del secondo Novecento” allestita alla Galleria Comunale d'Arte Moderna di Conegliano, con quattro opere, tra le quali La finestra, La collina verde e Il grano maturo ;espone tra gli altri Ritratto di Morlotti alla Galleria Civica – Castello Estense di Mesola e poi al Castello Svevo di Bari in occasione della mostra “Ritratto. Il ritratto nella pittura italiana del ‘900”. Alla Galleria d'Arte Moderna Ricci-Oddi di Piacenza, per la “X Rassegna Nazionale d'Arte Contemporanea. Proposte d'Arte 1991” espone, tra gli altri, Arrivée de la pêche, La bufera e Pesca notturna. Alla mostra “anni cinquanta. Pittura in Lombardia, Piemonte e Liguria” allestita al Castello di Sartirana espone anche Natura morta.
Nel 1991 è presente in altre collettive: a Vasto “XXIV Premio Vasto. L'arte italiana nell'ultimo mezzo secolo. Da Corrente al Realismo”, a Palazzo Bandera di Busto Arsizio “Artisti di Corrente, 1930-1990, alla Mole Antonelliana di Torino “Il colore del lavoro” e a Forlì “Il Ritorno, il lavoro nell'arte: la collezione Verzocchi”.
Muore improvvisamente a Milano nello studio di via San Tomaso nel pomeriggio del 26 marzo 1992, nel giorno del settimo anniversario della morte della moglie Enrica.

## Dopo la morte

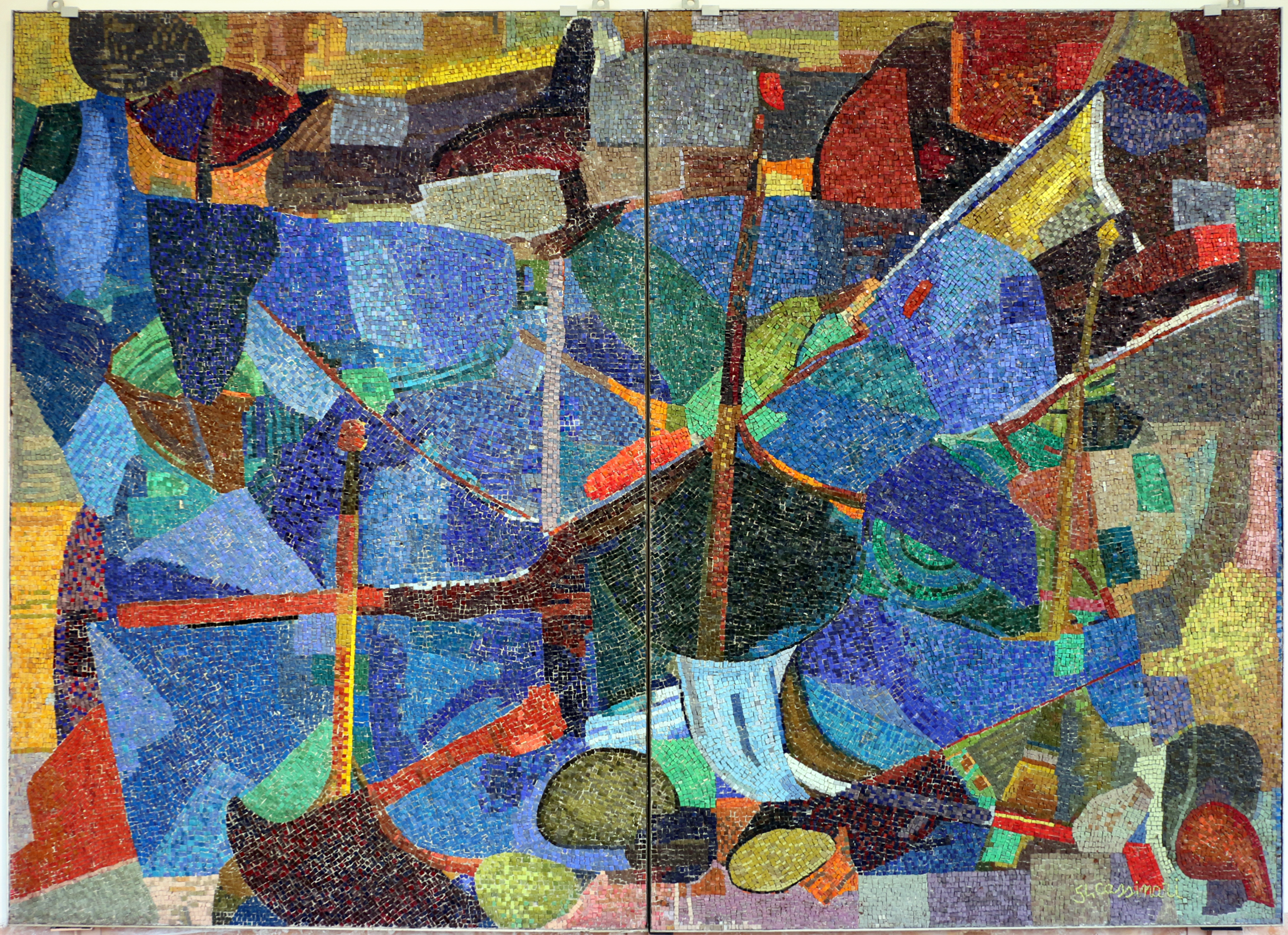
Mosaico su disegno di Bruno Cassinari, 1954
Collezione Mosaici Moderni, Ravenna

Sue opere vengono esposte a Palazzo dei Diamanti di Ferrara (“Artisti di Corrente”), alla Casa del Mantegna di Mantova, alla Galleria Comunale d'Arte di Cesena e a Villa Versiliana di Pietrasanta, in occasione della mostra ”Giamaica. Arte a Milano 1946-1959”, alla Permanente di Milano (“Pittura a Milano 1945-1990”), al Palazzo Pubblico di Siena (“Il Palio visto dagli altri”), a Casalgrande “Figure e paesaggi nella pittura contemporanea italiana” e al Chiostro Arte Contemporanea di Saronno(“Paesaggio”). La Galleria Il Cannocchiale di Milano allestisce la mostra “Cassinari, Guttuso, Morlotti, Sassu”. In occasione del premio Città di Jesi (giugno) viene allestita un'antologica con quarantun opere dal 1931 al 1992; espone tra gli altri Enrica in giallo, La finestra, Il grano maturo. Quattro suoi dipinti, tra i quali Frutti di mare e Il porto di Antibes, vengono esposti alla mostra in omaggio a Lionello Venturi "Da Cézanne all'arte astratta" allestita prima a Palazzo Forti di Verona e poi alla Galleria Nazionale d'Arte Moderna di Roma.
Nel 1993 alla mostra "Pittura e realtà" allestita a Ferrara e a Cento, sono presenti quattro lavori dei primi anni quaranta. Alla Galleria d'Arte Moderna e Contemporanea e Accademia Carrara di Bergamo vengono esposti il Ritratto di Rosetta e Panno violain occasione della mostra “Gli anni del Premio Bergamo. Arte in Italia intorno agli anni Trenta”.
Nel 1994 al Centro Culturale dei Consulenti del lavoro di Roma viene esposto il Ritratto di Salvatore Quasimodo nella mostra “Quasimodo. La pittura, i pittori”. La Galleria Nuova Gissi di Torino allestisce la mostra “Cassinari – Morlotti”.
Nel 1995 si tiene una mostra personale alla Galleria Braga di Piacenza, a cura di Dell'Acqua e con in catalogo un testo di Stefano Fugazza. La Piccola Galleria di Savona gli dedica una personale. Sue opere vengono esposte in diverse collettive: a Chiavari in “Arte nel Tigullio”, a Cremona in “Attraverso l'immagine. Pagine del ‘900 nelle riflessioni critiche di Elda Fezzi”, al Palazzo della Triennale di Milano in “Le ragioni della libertà a cinquant'anni dalla Resistenza”, a Travo in “Artisti nel Castello” e alla Casa dei Carraresi di Treviso in “Figure della pittura. Arte in Italia 1956-1968”.Alle Civiche Gallerie d'Arte Moderna e Contemporanea di Ferrara in occasione della mostra “Il pittore allo specchio. Autoritratti italiani del Novecento” viene esposto un suo autoritratto.
Sempre nel 1995 fu intitolato a suo nome il Liceo Artistico Statale di Piacenza.
Nel 1996 la Galleria d'Arte Moderna di Verona organizza la mostra "Le icone di Cassinari", un'importante rassegna di circa settantacinquc opere in gran parte inedite, rinvenute durante il lavoro di catalogazione svolto dal Comitato per il Catalogo Generale di Bruno Cassinari, costituito nel 1993, come Figura seduta, Ritratto di Gianluigi Bianchi, Ragazzo, La madre, Gropparello, Natura morta con brocca e limone, Ritratto di Carla Fracci, Le lampare, Finestra a gropparello, Estate in collina, Finestra verde. L'esposizione, curata da Marco Rosci, viene poi allestita nella chiesa di San Lorenzo ad Aosta. Vengono esposte due opere alla Galleria Lorenzelli di Bergamo in occasione della mostra “Veca-Longaretti. Excursus Longaretti da Brera alla Carrara”.
Nel 1997 la Galleria Spazi Arte di Piacenza e la Galleria Ducale di Vigevano gli dedicano due mostre personali. Sue opere vengono esposte in diverse collettive: a Sondrio in “Arte a Milano 1946-1959. Reale, Concreto, Astratto” a cura di M.Corgnati. al Palazzo dei Diamanti di Ferrara in “Milano 1950-59. Il rinnovamento della pittura in Italia” a cura di F.Gualdoni, a Casa Moretti di Cesenatico in “Cercatemi in giardino. Gli orti dell'anima da Pascoli ai crepuscolari”, alla Permanente di Milano in “Stanze del paesaggio lombardo”, alla Galleria d'Arte Moderna di Bologna in “Arte italiana. Ultimi Quarant'anni. Pittura Iconica” Al Padiglione d'Arte Contemporanea di Milano viene allestita la mostra “La collezione Boschi-Di Stefano” e vengono esposti 14 dipinti, tra i quali Profughi spagnoli, Due Profughi spagnoli, Il tavolino nero, La pianista e Nostalgia del mare.
Nel 1998 viene pubblicato il catalogo generale dei dipinti di Cassinari in due volumi, a cura di Rosci, con testi critici di Anzani, Bossaglia e Dell'Acqua, edito da Electa. La Galleria Bonaparte di Milano e la Galleria Biasutti di Torino gli dedicano due personali. Sue opere vengono esposte a Torino alla mostra “Corrente”. Alla Permanente di Milano vengono esposte, in occasione della mostra “Una stanza a Montmartre-Il paesaggio francese nella pittura italiana da Boldini a Birolli”, due opere: La pesca con le lampare e Port d'Antibes. Nella stessa sede viene allestita la mostra “Corrente e oltre: opere dalla collezione Stellatelli 1930-1990”: sono esposte nove opere di Cassinari, tra le quali Ritratto di vecchia signora e Pomeriggio.
Nel 1999 la Galleria Biasutti di Torino gli dedica una personale. A Mantova, nella mostra “Sognare la natura - il paesaggio nell'arte a Milano dal novecento all'informale (1919-1959)” a cura di E.Pontiggia, vengono esposti Gli alberi, Arrivée de la pêche, Mare e palme e Gropparello.
Nel 2000 a Monza, Serrone della Villa Reale, vengono esposte tre sue tele nella mostra “La Brianza dipinta”; altre cinque opere sono presenti a Torino, Galleria Biasutti & Biasutti, nella mostra “Corrente”.
Nel 2001 La Galleria Civica di Sarnano organizza la mostra "Bruno Cassinari pittore e scultore": le opere esposte, dipinti e sculture, sono più di quaranta e la presentazione è di Rossana Bossaglia. Nello stesso periodo viene allestita l'antologica"Natura e colore" nella chiesa dell'Angelo di Lodi a cura di F. Pensa, con una ventina di tele.Sue opere sono esposte nelle collettive “il 1950. Premi ed esposizioni nell'Italia del dopoguerra” a cura di Emma Zanella Manara alla Civica Galleria d'arte moderna di Gallarate, “Realismi” alla Montrasio Arte di Milano e “Realismi. Arti figurative, letteratura e cinema in Italia dal 1943 al 1953” ai Palazzi dell'Arengo e del Podestà di Rimini a cura di L. Caramel.
Nel 2002 una sua personale viene allestita alla Galleria Mazzoni di Piacenza. Due opere sono presenti alla mostra “Surrealismo padano da de Chirico a Foppiani, 1915-1986”, curata da Sgarbi e allestita prima a Piacenza, Palazzo Gotico, e poi al Museo Revoltella di Trieste.
Nel 2003 Giovanni Anzani ed Elisabetta Staudacher curano la mostra “Bruno Cassinari. Cinquant'anni di pittura. Opere dal 1939 al 1989” allestita a Castel Ivano (Trento). La galleria Biasutti & Biasutti di Torino ospita la personale “Bruno Cassinari. La memoria del mare”. Sette opere vengono esposte alla Fondazione Bandera per l'Arte di Busto Arsizio in occasione della mostra “Ernesto Treccani e il movimento di Corrente” a cura di M.Pizziolo e quattro opere, tra le quali Antonio e Giovanna e Composizione , al Serrone della Villa Reale di Monza alla mostra “Guido Pajetta fra primo e secondo Novecento” a cura di Paolo Biscottini, Enrico Crispolti e Antonello Negri. Sue opere vengono esposte in occasione della mostra “Naturalismo padano nella Collezione Boschi – Di Stefano” allestita nella Galleria Civica di Lissone e curata da Flaminio Gualdoni.
Nel 2004 allo Spazio Oberdan di Milano vengono esposte sue opere in occasione delle mostre “Milano Anni Trenta. L'arte e la città” a cura di N.Colombo e E.Pontiggia e “La fabbrica del futuro” a cura di M.Punzo. A Piacenza il Nuovospazio artecontemporanea dedica un “Omaggio a Bruno Cassinari”.
Nel 2005 alla Villa Filippini di Besana Brianza vengono esposte nove opere in occasione della mostra “ Il cenacolo verde” a cura di M.Pizziolo. 
A Novi Ligure, nella mostra " I volti di Eva - Donne nel arte italiana tra 800 e Avanguardia" a cura di M.Scudiero, è presente il dipinto Enrica.
Nel 2006 alle Scuderie Aldobrandini del Comune di Frascati, in occasione della mostra Dalla figuratività all'astrazione. Percorsi dell'Arte italiana tra 1945 e 1960. Dalle collezioni della Galleria Nazionale d'Arte Moderna, vengono esposte due sue opere, Mele e Il limone.

## Bruno Cassinari nei musei
- Galleria d'arte moderna e contemporanea di Bergamo
- Museo Fortunato Calleri di Catania
- Galleria di Arte Moderna di Milano
- Galleria nazionale di Arte Moderna di Roma
- Museo Novecento di Firenze
- MAGI '900 , Pieve di Cento (BO)
- MACLula Museo di arte Contemporanea - Lula